# Paradoxostoma
Paradoxostoma is een geslacht van kreeftachtigen uit de klasse van de Ostracoda (mosselkreeftjes).

## Soorten
Voor de complete soortenlijst zie: WoRMS - World Register Of Marine Species